# Рашидова, Сайёра Шарафовна
Сайёра Шара́фовна Раши́дова (узб. Sayyora Sharofovna Rashidova; 2 августа 1943, Джизак) — уполномоченный Олий Мажлиса Республики Узбекистан по правам человека (омбудсмен) с 1995 по 2016 годы.

## Биография
Рашидова Сайёра Шарафовна родилась 2 августа 1943 года в г. Джизаке (Республика Узбекистан) в семье видного государственного деятеля и писателя Шарафа Рашидова.
После окончания средней школы № 43 г. Ташкента в 1960 году поступила на химический факультет Московского государственного университета. Окончив университет, работала стажером-исследователем в Институте нефтехимического синтеза им. А. В. Топчиева АН СССР, училась в очной аспирантуре Института химии АН Узбекской ССР, а после защиты кандидатской диссертации в 1971 г. стала работать в Институте химии, начиная с должности младшего научного сотрудника. С 1979 года она — руководитель отдела химии полимеров, с 1981 г. — директор Института химии и физики полимеров Академии наук Узбекской ССР.
В настоящее время С. Ш. Рашидова — академик Академии наук Республики Узбекистан, доктор химических наук, профессор, она подготовила более 20 докторов и кандидатов наук, имеет около 300 научных публикаций, ряд монографий, 20 авторских свидетельств.
Активно участвует в общественной жизни республики как президент Ассоциации женщин-ученых «Олима». Избиралась депутатом Олий Мажлиса Республики Узбекистан первого (1995—1999) и второго (2000—2004) созывов.
На сессии Олий Мажлиса Республики Узбекистан первого созыва в декабре 1995 года С. Рашидова была избрана уполномоченным по правам человека (омбудсменом). На данном посту она проработала 4 пятилетних срока.
С. Ш. Рашидова принимает активное участие на многих международных форумах по правам человека. Имеет более 100 публикаций в сфере прав человека; автор и ответственный редактор ряда сборников: «Омбудсманы мира», «Омбудсман в Узбекистане», «Мониторинг прав человека», «Защита прав человека в Узбекистане». Является членом редакционных коллегий ряда журналов: «Демократизация и права человека», «Общественное мнение. Права человека» и др.

## Награды
- Заслуженный деятель науки Республики Узбекистан (1993)[2]
- Орден «Дустлик» (1999)[3]
- Орден «Эл-юрт хурмати» (2003)[4]